# Alfred Pennyworth
Pour les articles homonymes, voir Beagle (homonymie).
 (octobre 2020).
Alfred Pennyworth (nom complet : Alfred Thaddeus Crane Pennyworth), également appelé Alfred Beagle, est un personnage de fiction créé par Bob Kane et Jerry Robinson dans le comic book Batman #16 en avril-mai 1943. Il est le majordome de la famille Wayne.

## Biographie fictive
Alfred prend la suite de son père pour le poste de majordome dans la famille Wayne à la suite du décès de ce dernier (mort vers avril-mai 1943). Sa famille est d'origine britannique.
Après la mort de Thomas et Martha Wayne, Alfred élève et s'occupe du jeune héritier de la Wayne Enterprises, Bruce Wayne, et reste son fidèle majordome au fil des ans. Plus tard, il connaît et protège la double identité de son employeur, devenu Batman. Il veille également à ce qu’il conserve un certain équilibre dans sa vie. Il n'est pas toujours d’accord avec Batman concernant son attitude vis-à-vis des criminels, ni avec Bruce concernant son choix d'être Batman, au détriment d'une vie personnelle stable et équilibrée. Il est cependant toujours à ses côtés pour le soutenir et l'aider, notamment lorsque Batman revient blessé.
Au niveau sentimental, Alfred développe un lien amoureux avec le docteur Leslie Thompkins dans un épisode du comic book.

### The New 52
Dans la nouvelle continuité (The New 52), Alfred fut un soldat britannique qui s'occupait des blessés lors des missions. Ensuite, il a eu une courte carrière au théâtre avant de rejoindre la famille Wayne à Gotham City. Tout comme dans l'ancienne continuité, Alfred croit à la mission de Batman et il est le relais pour les communications et les informations entre les différents alliés du super-héros.
Lors de la saga de Batman Eternal, il fut révélé qu'Alfred a une fille, Julia Pennyworth. Celle-ci est un soldat du SSR britannique. Durant cette histoire, elle est grièvement blessée à Hong Kong et Batman la ramène au Manoir Wayne pour qu'elle soit soignée par son père. Peu après, Alfred est neutralisé par Silence avec une drogue de L'Épouvantail. Alors, Julia découvre les secrets du Manoir et elle aide Batman à combattre le complot qui vise à détruire Gotham City.

### Biographie alternative
Dans une autre version, Alfred est un ancien espion et acteur (comme son frère Wilfred). Il a reçu l'ordre de son père mourant de continuer à servir la famille Wayne. Alfred se présente à Bruce Wayne et à Dick Grayson pour leur servir de majordome. Ceux-ci ne veulent pas de lui, car ils craignent que leurs identités secrètes soient découvertes. Mais, ils n'ont pas eu le courage de refuser l'aide du majordome. Par accident, Alfred a rapidement découvert les identités secrètes des deux héros. Par la suite, il reste le plus loyal serviteur de Batman et Robin.
Dans les séries animées des années 1990 (ex : Batman), Alfred est une synthèse de ces deux origines. Par exemple, il s'est occupé de Bruce depuis son plus jeune âge, et notamment depuis la mort de ses parents, mais en plus, il était auparavant un espion britannique.
La trilogie cinématographique de Christopher Nolan (2005-2012) reprend ce passé d'Alfred, faisant de celui-ci un ancien soldat des SAS. Dans les films de Tim Burton ou Joel Schumacher (1989-1997), Alfred était simplement présenté comme le fidèle majordome de la famille Wayne, sans plus de précision sur son passé. Dans la série Gotham (2014-2019) et la série Pennyworth (2019), Alfred est également un ancien SAS.
Dans The Batman de Matt Reeves, Alfred semble avoir vécu une carrière mouvementée car il était espion pour le compte du gouvernement. Il veille désormais sur Bruce et Batman. Il est grièvement blessé en ouvrant une lettre piégée du Riddler adressée à Bruce, et survit.

### Injustice: Les dieux sont parmi nous
Dans l'univers du jeu vidéo Injustice : Les dieux sont parmi nous, Alfred est né le 16 août 1943 à Windsor dans le Berkshire et meurt assassiné par Victor Zsasz.

## Description

### Physique
Alfred est vêtu d'un costume de majordome et d'un nœud papillon ; il est généralement représenté sous les traits d'un homme d'un certain âge avec le dessus du crâne chauve et des cheveux sur les côtés. Il est également souvent représenté avec une petite moustache.
Dans le comic, on peut le voir rondouillard dans les premiers épisodes puis, à partir de 1944, s'inspirant du personnage du serial Batman, il pratique davantage le sport et devient svelte.

### Personnalité
Il est toujours très calme et professionnel. Alfred a pour travail de maintenir et d'entretenir la Batcave ainsi que le Manoir Wayne. Par ailleurs, il est intelligent et très curieux, s'intéressant et donnant souvent son opinion et des idées sur ce que fait Bruce/Batman.

### Compétences
Il est un ancien acteur, alors il est possible pour lui d'imiter la voix de Bruce Wayne au téléphone. Alfred est le seul membre de la famille de Batman à avoir l'autorisation de posséder une arme à feu, dont il n'hésitera pas à se servir, comme lorsque Bane assiégea le manoir Wayne. De plus, il possède de bonnes connaissances médicales qui lui permettent de prodiguer des soins relativement importants quand Batman est blessé.

## Famille
- Jarvis Pennyworth : le père d'Alfred dans les continuités avant la Crise et dans le New 52.
- Mademoiselle Marie : Une héroïne de guerre, Alfred et Marie ont eu une fille ensemble avant la Crise.
- Julia Mark : La fille d'Alfred et de Marie
- Julia Pennyworth : La fille d'Alfred dans la nouvelle continuité de New 52.
- Wilfred Pennyworth : Un frère d'Alfred qui fut mentionné durant les années 1960-70 et dans le film Batman & Robin.
- Margaret Wilson née Pennyworth: La sœur d'Alfred, mentionnée dans le film Batman & Robin.
- Daphné Pennyworth : La nièce d'Alfred et la fille de Wilfred Pennyworth, elle est apparue brièvement durant les années 1960-70.
- Barbara Wilson : La nièce d'Alfred dans le film de Batman & Robin. Elle découvre la Batcave et devient Batgirl, grâce à un costume qu'Alfred lui avait préparé.
- David Pennyworth : Fils d'Alfred et Dominique.
- Dominique Pennyworth : L'une des épouses d'Alfred Pennyworth.

## Création du personnage

### Les débuts
Au tout début en 1943, seuls son origine et son prénom étaient connus. C'est en 1945 que les lecteurs surent que son nom était « Beagle ». Plus tard en 1954 le nom fut changé pour « Pennyworth ». Il est aussi intéressant de constater qu'au milieu des années 1940, Alfred connut beaucoup d'aventures en solo.

### Origine du nom
En anglais, « Pennyworth » signifie « valant un penny ». Le penny étant une des unités de la monnaie anglaise, cela définit clairement les origines d'Alfred comme anglaises.

## Le super-héros
Dans un comic en 1959, après un accident dans la salle des trophées de la Batcave, Alfred est pourvu de super-pouvoirs : une force incroyable, l'invulnérabilité et la capacité de faire des bonds prodigieux. Il devient alors l'Aigle et porte un costume en conséquence. Toutefois, ses pouvoirs disparaissent rapidement.

## Le méchant
Dans un comic de 1964, Alfred meurt. Ramené à la vie par Brandon Crawford, un savant fou, il devient jusqu'en 1966, un ennemi du justicier sous le nom d'Outsider. Après un combat contre Batman et Robin dans le laboratoire de Brandon Crawford, il retrouve la mémoire et redevient lui-même.

## Autres œuvres où le personnage apparaît

### Cinéma et serials
- Batman (15 épisodes, Lambert Hillyer, 1943) interprété par William Austin
- Batman et Robin (15 épisodes, Spencer Gordon Bennet, 1949) interprété par Eric Wilton
- Batman (Leslie H. Martinson, 1966) interprété par Alan Napier (VF : René Bériard)
- Batman (Tim Burton, 1989) interprété par Michael Gough (VF : Jacques Ciron)
- Batman, le défi (Tim Burton, 1992) interprété par Michael Gough (VF : Jacques Ciron)
- Batman Forever (Joel Schumacher, 1995) interprété par Michael Gough (VF : Jacques Ciron)
- Batman et Robin (Joel Schumacher, 1997) interprété par Michael Gough(VF : Jacques Ciron)
- Batman Begins (Christopher Nolan, 2005) interprété par Michael Caine (VF : Frédéric Cerdal)
- The Dark Knight : Le Chevalier noir (Christopher Nolan, 2008) interprété par Michael Caine (VF : Frédéric Cerdal)
- The Dark Knight Rises (Christopher Nolan, 2012) interprété par Michael Caine (VF : Frédéric Cerdal)
- Batman v Superman : L'Aube de la Justice (Zack Snyder, 2016) interprété par Jeremy Irons (VF : Bernard Tiphaine)
- Justice League (Zack Snyder, 2017) interprété par Jeremy Irons (VF : Bernard Tiphaine)
- Joker (Todd Phillips, 2019) interprété par Douglas Hodge[5] (VF : Eric Peter)
- Zack Snyder's Justice League (Zack Snyder, 2021) interprété par Jeremy Irons (VF : Edgar Givry)
- The Batman (Matt Reeves, 2021) interprété par Andy Serkis[6] (VF : Jérémie Covillault)
- The Flash (Andrés Muschietti, 2023) interprété par Jeremy Irons (VF : Edgar Givry)

### Longs métrages d'animation
- Batman contre le fantôme masqué (Eric Radomski, Bruce Timm, 1993) interprété par Efrem Zimbalist Jr. (VF : Jacques Ciron)
- 2017 : Lego Batman, le film de Chris McKay avec Ralph Fiennes[7] (VF : Stéphane Bern)
- 2023 : Merry Little Batman de Mike Roth

### Télévision
- Batman (William Dozier, 1966-1968) avec Alan Napier (VF : René Bériard)
- Batman, la série animée (Paul Dini, Bruce Timm, Eric Radomski, 1992-1995) avec Clive Revill puis Efrem Zimbalist Jr. (VF : Jacques Ciron)
- Superman, l'Ange de Metropolis (Superman, Alan Burnett, Paul Dini, Bruce Timm, 1996-2000) avec Efrem Zimbalist Jr. (VF : Jacques Ciron)
- Batman (The New Batman Adventures, Alan Burnett, Paul Dini, Bruce Timm, 1997-1999) avec Efrem Zimbalist Jr. (VF : Jacques Ciron)
- La Ligue des justiciers (Justice League puis Justice League Unlimited, 91 épisodes, Paul Dini, Bruce Timm, 2001-2006) avec Efrem Zimbalist Jr. (VF : Jacques Ciron)
- Les Anges de la nuit (Birds of Prey, 13 épisodes, Laeta Kalogridis, 2002-2003) avec Ian Abercrombie (VF : Jean-Daniel Nordmann)
- Batman (The Batman, Duane Capizzi, Michael Goguen, 2004-2008) avec Alastair Duncan (VF : Jacques Ciron)
- Batman : L'Alliance des héros (Batman: The Brave and the Bold, James Tucker, 2008-2011) avec James Garrett (VF : Jacques Ciron)
- La Ligue des Justiciers : Nouvelle Génération (Young Justice, Greg Weisman, Brandon Vietti, 2010-) avec Jeff Bennett (VF : Jacques Ciron)
- Prenez garde à Batman ! (Glen Murakami, Sam Register, 2013-) avec Jean-Benoît Blanc (VF : Pierre Dourlens)
- Teen Titans Go! (Aaron Horvath, Michael Jelenic, 2013-2014, 2017-) Non défini.
- Gotham (Bruno Heller, 2014-2019) avec Sean Pertwee[8] (VF : Julien Kramer)
- Pennyworth (Bruno Heller, 2019-) avec Jack Bannon[9] (VF : Jim Redler)

### Vidéofilms d'animations
- Batman et Mr Freeze : Subzero (Boyd Kirkland, 1998) avec Efrem Zimbalist Jr. (VF : Jacques Ciron)
- Batman : La Mystérieuse Batwoman (Curt Geda, Tim Maltby, 2003) avec Efrem Zimbalist Jr. (VF : Jacques Ciron)
- Batman contre Dracula (Michael Goguen, 2005) avec Alastair Duncan (VF : Jacques Ciron)
- Superman/Batman : Ennemis publics (Sam Liu, 2009) produit par Bruce Timm avec Alan Oppenheimer (VF : Jacques Ciron)
- Batman et Red Hood : Sous le masque rouge (Brandon Vietti, 2010) avec Jim Piddock (VF : Jacques Ciron)
- Batman: Year One (Sam Liu, 2011) adapté du comic Batman : Année Un de Frank Miller avec Jeff Bennett (VF : Jacques Ciron)
- La Ligue des justiciers : Échec (Justice League: Doom, Lauren Montgomery, 2012) avec Robin Atkin Downes (VF : Jacques Ciron)
- Batman: The Dark Knight Returns réalisé par Jay Oliva (2012) avec Michael Jackson (VF : Jacques Ciron), adapté du comic Batman: Dark Knight de Frank Miller
- Le Fils de Batman (Son of Batman) réalisé par Ethan Spaulding (2014) avec David McCallum (VF : Pierre Dourlens)
- Batman vs. Robin réalise par Jay Oliva (2015 au cinéma|2015]) avec David McCallum (VF : Pierre Dourlens)
- Batman Unlimited : L'Instinct animal (Butch Lukic, 2015) avec Alastair Duncan (VF : Pierre Dourlens)
- 2015 : Batman Unlimited : Monstrueuse pagaille (Batman Unlimited : Monster Mayhem !, Butch Lukic) avec Alastair Duncan (VF : Pierre Dourlens)
- Batman : Mauvais Sang (Batman: Bad Blood, Jay Oliva) avec James Garrett (VF : Jacques Ciron)
- Batman : Le Retour des justiciers masqués (Rick Morales, 2016) Steven Weber (VF : Jacques Ciron)
- Batman vs. Double-Face (Rick Morales, 2017) avec Steven Weber (VF : Bernard Tiphaine)
- Batman Ninja (Junpei Mizusaki, 2018) avec Adam Croasdel (VF : Jean-François Lescurat)
- Batman et les Tortues Ninja (Batman vs. Teenage Mutant Ninja Turtles, Jake Castorena, 2019) : avec Brian George (VF : Jean-François Lescurat)
- Batman: The Long Halloween (Chris Palmer, 2021) avec Alastair Duncan[10]

### Podcasts
- Batman : Autopsie (David S. Goyer (VF : Douglas Attal), 2022) avec Jason Isaacs (VF : Sam Karmann)

### Jeux vidéo
- Batman Begins (VF : Dominique Paturel)
- Batman: Arkham City (VF : Stéphane Ronchewski)
- Batman: Arkham Origins (VF : Daniel Lafourcade)
- Batman: Arkham Knight (VF : Pierre Dourlens)
- Lego Batman : Le Jeu vidéo
- Lego Batman 2: DC Super Heroes
- Lego Batman 3: Beyond Gotham
- Batman: A Telltale Games Series avec Enn Reitel
- Gotham Knights'x